# 1996 في النرويج
فيما يلي قوائم الأحداث التي وقعت خلال عام 1996 في النرويج.

## سياسة

### تعيين في المنصب
- 25 أكتوبر – آن هولت Minister of Justice and Public Security [الإنجليزية]‏.
- 25 أكتوبر – تاريه رود-لارسن وزير الإدارة الحكومية والإصلاح وشؤون الكنيسة ‏.
- 25 أكتوبر – توربيورن ياغلاند رئيس وزراء النرويج.
- 25 أكتوبر – داغ أندرسون Minister of Agriculture and Food (Norway) [الإنجليزية]‏.
- 25 أكتوبر – ينس ستولتنبرغ Minister of Finance of Norway ‏.

### انتهاء فترة المنصب
- 24 أكتوبر – ينس ستولتنبرغ Minister of Energy (Norway) [الإنجليزية]‏.
- 25 أكتوبر – غرو هارلم برونتلاند رئيس وزراء النرويج.
- 29 نوفمبر – تاريه رود-لارسن وزير الإدارة الحكومية والإصلاح وشؤون الكنيسة ‏.

## مواليد

### يناير
- 29 يناير – نورا فوز الجابري مغنية نرويجية.

### مارس
- 22 مارس – لودفيغ هاكانسون لاعب كرة سلة سويدي.

### أبريل
- 13 أبريل – كريستوفر هالفورسن دراج نرويجي.

### مايو
- 18 مايو – جوزفين فريدا بيترسين ممثلة نرويجية.
- 28 مايو – ماثياس نورمان لاعب كرة قدم نرويجي.

### يونيو
- 15 يونيو – أورورا مغنية ومؤلفة نرويجية.

### يوليو
- 15 يوليو – إيفر فوسوم لاعب كرة قدم نرويجي.
- 17 يوليو – يولريك فالش ممثلة نرويجية.
- 23 يوليو – ألكسندرا أندريسن

### سبتمبر
- 5 سبتمبر – سيغريد مغنية نرويجية.

### أكتوبر
- 1 أكتوبر – ميلاني ستوك لاعبة كرة مضرب نرويجية.
- 29 أكتوبر – أستريد أس

## وفيات

### مارس
- 21 مارس – سفير سورسدال (مواليد 1900)

### أبريل
- 10 أبريل – هانس بيك (مواليد 1911) طائر تزلج نرويجي.

### يوليو
- 21 يوليو – إنجر جاكوبسن (مواليد 1923) مغنية نرويجية.